# Diocèse de Kotido
 (mars 2019).
Si vous disposez d'ouvrages ou d'articles de référence ou si vous connaissez des sites web de qualité traitant du thème abordé ici, merci de compléter l'article en donnant les références utiles à sa vérifiabilité et en les liant à la section « Notes et références ».

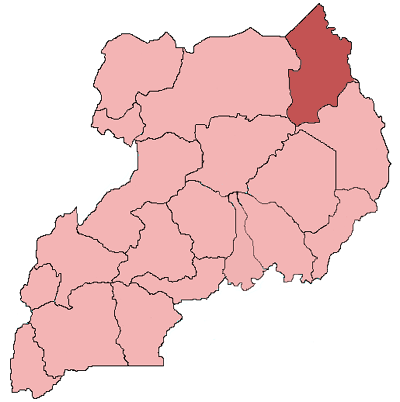

Le diocèse de Kotido (Dioecesis Kotidoensis) est un diocèse catholique en Ouganda. Son siège est la cathédrale du Bon-Pasteur de Kotido. Il est suffragant de l'archidiocèse de Tororo.

## Historique
Le diocèse de Kotido est érigé le 20 mai 1991 par la bulle Florem Africanae de Jean-Paul II. Son territoire lui est donné par le diocèse de Moroto.

## Territoire
Le diocèse s'étend sur 13 550 km2 et regroupe depuis 2013 dix paroisses (une de plus qu'à l'origine).

## Ordinaires
- Denis Kiwanuka Lote (de), 1991–2007, ensuite archevêque de Tororo
- Giuseppe Filippi MCCJ, depuis 2009

## Statistiques
En 2007, le diocèse comptait 130 475 baptisés catholiques sur 305 000 habitants, soit 42,3 pour cent.
Le diocèse comptait en 2013 173 460 baptisés catholiques pour 383 000 habitants (soit 45,3 pour cent) avec 25 prêtres (16 diocésains et 9 réguliers), 11 religieux et 34 religieuses. Ces chiffres sont en augmentation constante, et les prêtres diocésains sont passés de 6 à 16. Mais le nombre des missionnaires étrangers est en baisse. Il y a donc près de sept mille baptisés par prêtre en 2013, contre près de quatre mille six cents en 1999.